# وحدانات
الفراديات أو الوحدانات أو المونيرا (مملكة الكائنات الدقيقة) هي مملكة حيوية من ضمن النظام الخماسي الممالك للتصنيف العلمي. تضم هذه المملكة جميع المتعضيات ذات الخلايا بدائية النوى. لهذا السبب تدعى أحيانا مملكة بدائيات النوى Prokaryota أو Prokaryotae. قبل إنشاء هذه المملكة كانت بدائيات النوى يتعامل على أنها مجموعتين منفصلتين من النباتات : Schizomycetes (أي البكتريا) التي اعتبرت من ضمن الفطريات، ونباتات سيانية Cyanophyta وهي أشنيات زرقاء مخضرة. المجموعة الأخيرة : السيانوفيتا تعتبر حاليا مجمعة من البكتيريا وتدعى جراثيم زرقاء cyanobacteria وتعرف بأنها قريبة من النباتات، الفطريات والحيوانات.
تقدم المعلومات الخيرة من تحليلات الدنا والرنا ان هناك مجموعتين رئيسيتين من بدائيات النوى، بكتيريا وأصليات، وهما بدورهما لا يبديان أي صلة قرابة وراثية مع بعضهما أكثر من صلتهما بحقيقيات النوى. لذا منذ ذلك الوقت بدأ اعتماد تقسيم مونيرا لمملكتين أو نطاقين مستقلين هما الأصليات والبكتيريا، مشكلين نظام الممالك الست المتأخر ونظام النطاقات الثلاث. جميع المخططات الحديثة تهمل جد مملكة مونيرا وتعامل حاليا ثلاثة نطاقات: أثليات وبكتيريا وحقيقيات النوى كنطاقات أ ممالك مستقلة.

## تاريخ
مملكة البدائيات (Monera) إحدى الممالك الأحيائية تتألف من معظم الكائنات الحية بدائية النوى لهذا السبب تدعى هذه المملكة في الكثير من الحيان بمملكة بدائيات النوى.
قبل إنشاء هذه المملكة كانت الكائنات المنضوية الآن تحتها تعامل على أنها شعبتين منفصلتين من النباتات:
- الفطريات المنشقة (Schizomycetes) أو ما يعرف بالجراثيم حيث اعتبرت نوعا من الفطريات بدائية النوى والـ Cyanophyta أو مايعرف بالطحالب الزرقاء أو تدعى أيضا الطحالب الخضراء-الزرقاء. المجموعتين معا كانتا تحملان اسم مشتركا هو النباتات المنشقة (Schizophyta).
- الطحالب الزرقاء تعتبر حاليا مجموعة من الجراثيم، لذلك تدعى أيضا بالجراثيم الزرقاء (cyanobacteria) وقد تبين تماما أنها غير وثيقة الصلة بالنباتات فهي لا ترتبط بالنباتات بأي شكل (عكس ما كان متوقعا) ولا بالفطور وبالحيوانات.

أبحاث كارل فوسه عام 1977 م أظهرت ان بدائيات النوى تنقسم إلى مجموعتين منفصلتين، لا يبدو أنهما وثيقتا الصلة أكثر من علاقتهما بحقيقيات النوى. هاتان المجموعتان أطلق عليهما اسما الجراثيم الحقيقية (Eubacteria) وجراثيم أصلية (Archaebacteria) لاحقا اختصر الاسمين إلى جراثيم العتائق. يمكن معاملة هاتين المجموعتين على أساس انهما تحت مملكتين, لكن المخططات الأحدث تميل إلى إهمال مملكة البدائيات ومعاملة هاتين المجموعتين كنطاقين مستقلين لعدم وجود علاقات قرابة وثيقة بينهما.
كان هربرت كوبيلاند أول من افترض وأنشأ مملكة البدائيات كمملكة رابعة بعد أن وجد أن هناك العديد من الخواص الأساسية نادرا ما تظهر في متعضيات أخرى لكنها توجد في كل من الجراثيم والطحالب الخضراء الزرقاء.
مع اعتماد نظام تصنيفي ثلاثي الممالك تصبح مملكة البدائيات حاوية أيضا لبعض الكائنات الدقيقة حقيقية النوى(eukaryotic).

## صفاتها
تتصف مملكة البدائيات بالخصائص التالية
- يتراوح طولها من 1-10ميكرون .
- كائنات وحيدة الخلية توجد أحياناً في سلاسل أو مجاميع.
- لا يحتوي على نواة حقيقية حيث توجد مادتها الوراثية مغمورة في السيتوبلازم دون غشاء يحيطها.
- يوجد على أشكال للبكتيريا منها العصوية والكروية واللولبية.
- بعض البكتيريا تتحرك بواساطة الاسواط.
- تتكاثر لا جنسياً عن طريق الانشطار الثنائي، وقد يحدث تبادل وراثي عن طريق الاقتران.
- غير ذاتية التغذية، فهي تمتص غذائها (وبعضها ذاتية التغذية بالبناء الكيميائي أو الضوئي).

الاميبا الكائن الحي الوحيد الكبير فيها
pula mea

## اقرأ أيضا
- بدائيات النوى Prokaryote
- بنية الخلية البكتيرية Bacterial cell structure
- مملكة (أحياء)
- معايش جواني
- نشوء تعايشي

## وصلات خارجية
- Bacterial evolution by كارل ووز (1987). Woese reviewed the historical steps leading to the use of the term "Monera" and its later abandonment (full text online). قالب:Entrez Pubmed